# Najlepszy Piłkarz Serie A
Najlepszy Piłkarz Serie A - tytuł przyznawany przez AIC (Związek Piłkarzy we Włoszech) piłkarzom, którzy zostali uznani za najlepszych w danym sezonie Serie A. Laureat jest wybierany spośród zwycięzców tytułu Najlepszego Włoskiego Piłkarza oraz Najlepszego Zagranicznego Piłkarza Serie A.
Nagroda jest częścią uroczystości rozdania Piłkarskich Oskarów i jest uznawana za najbardziej prestiżową we włoskiej piłce nożnej.

## Laureaci
| Rok  | Zawodnik                                | Drużyna               |
| ---- | --------------------------------------- | --------------------- |
| 1997 | Roberto Mancini                         | UC Sampdoria          |
| 1998 | Ronaldo                                 | Inter Mediolan        |
| 1999 | Christian Vieri                         | S.S. Lazio            |
| 2000 | Francesco Totti                         | AS Roma               |
| 2001 | Zinédine Zidane                         | Juventus F.C.         |
| 2002 | David Trezeguet                         | Juventus F.C.         |
| 2003 | Pavel Nedvěd Francesco Totti            | Juventus F.C. AS Roma |
| 2004 | Kaká                                    | A.C. Milan            |
| 2005 | Alberto Gilardino                       | Parma                 |
| 2006 | Fabio Cannavaro                         | Juventus F.C.         |
| 2007 | Kaká                                    | A.C. Milan            |
| 2008 | Zlatan Ibrahimović                      | Inter Mediolan        |
| 2009 | Zlatan Ibrahimović                      | Inter Mediolan        |
| 2010 | Diego Milito                            | Inter Mediolan        |
| 2011 | Zlatan Ibrahimović                      | A.C. Milan            |
| 2012 | Andrea Pirlo                            | Juventus F.C.         |
| 2013 | Andrea Pirlo                            | Juventus F.C.         |
| 2014 | Andrea Pirlo                            | Juventus F.C.         |
| 2015 | Carlos Tévez                            | Juventus F.C.         |
| 2016 | Leonardo Bonucci                        | Juventus F.C.         |
| 2017 | [[Gianluigi Buffon\| Gianluigi Buffon]] | Juventus F.C.         |
| 2018 | [[Mauro Icardi\| Mauro Icardi]]         | Inter Mediolan        |
| 2019 | Cristiano Ronaldo                       | Juventus F.C.         |
| 2020 | Cristiano Ronaldo                       | Juventus F.C.         |
| 2021 | [[Romelu Lukaku\| Romelu Lukaku]]       | Inter Mediolan        |
| 2022 | [[Rafael Leão\|Rafael Leão]]            | A.C. Milan            |
| 2023 | [[Victor Osimhen\|Victor Osimhen]]      | SSC Napoli            |

### Według drużyny
| Drużyna        | Zawodnicy | Tytuły |
| -------------- | --------- | ------ |
| Juventus F.C.  | 9         | 12     |
| Inter Mediolan | 5         | 6      |
| A.C. Milan     | 3         | 4      |
| AS Roma        | 1         | 2      |
| S.S. Lazio     | 1         | 1      |
| Parma          | 1         | 1      |
| UC Sampdoria   | 1         | 1      |
| SSC Napoli     | 1         | 1      |

### Według kraju
| Kraj               | Zawodnicy | Tytuły |
| ------------------ | --------- | ------ |
| Włochy             | 8         | 11     |
| Argentyna          | 3         | 3      |
| Brazylia           | 2         | 3      |
| Portugalia         | 2         | 3      |
| Francja            | 2         | 2      |
| Szwecja            | 1         | 3      |
| Czechy             | 1         | 1      |
| [[Belgia\|Belgia]] | 1         | 1      |
| Nigeria            | 1         | 1      |

### Według pozycji
| Pozycja   | Zawodnicy | Tytuły |
| --------- | --------- | ------ |
| Napastnik | 14        | 18     |
| Pomocnik  | 4         | 7      |
| Obrońca   | 2         | 2      |
| Bramkarz  | 1         | 1      |

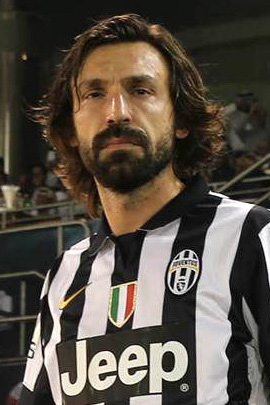
Andrea Pirlo zdobył najwięcej nagród. Jako jedyny zdobył nagrodę trzy razy z rzędu.
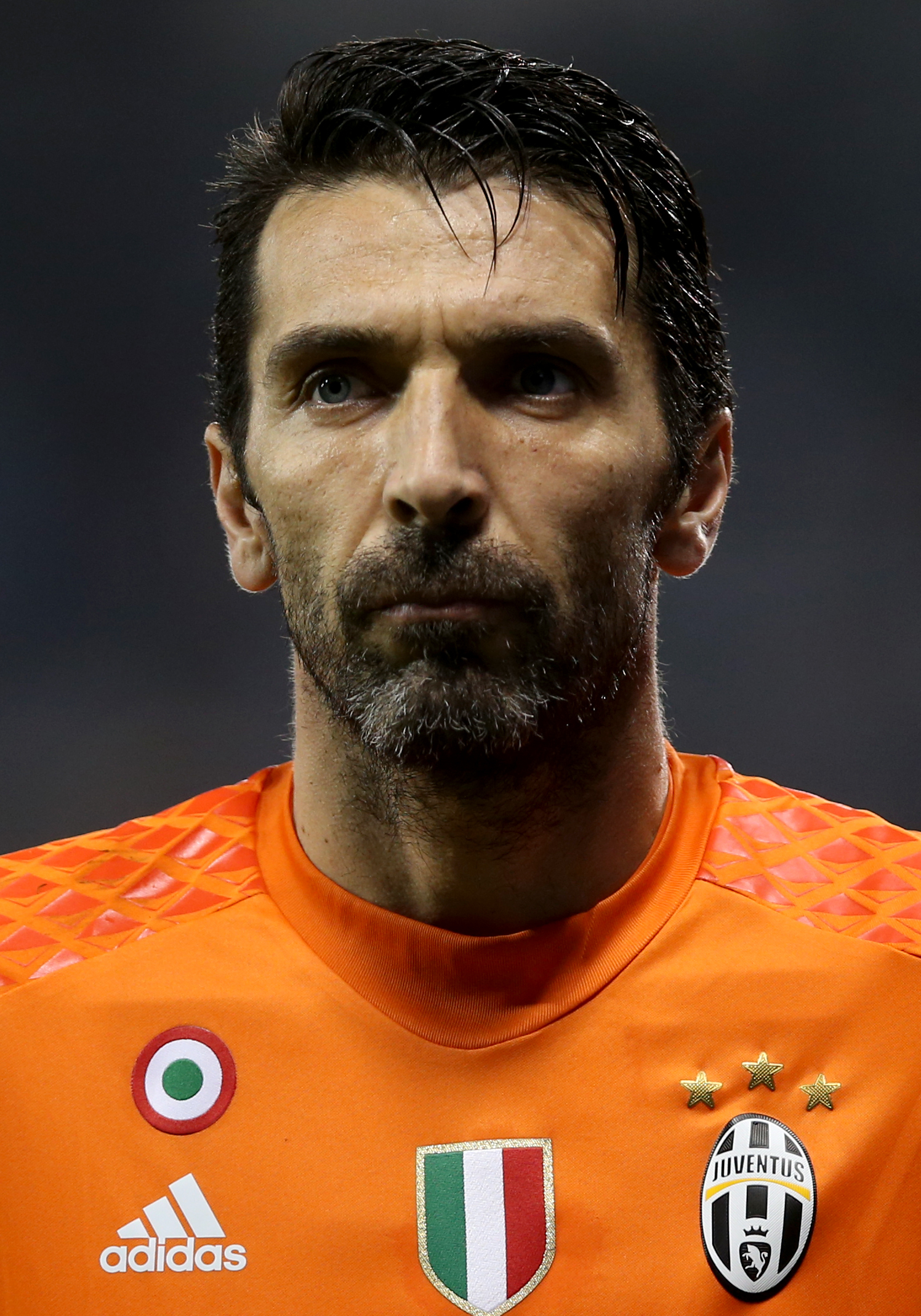
Gianluigi Buffon  jest jedynym bramkarzem, który kiedykolwiek zdobył tę nagrodę.